# Seydlitz (1939)
Seydlitz – niemiecki krążownik ciężki budowany w czasie II wojny światowej, nieukończony.
Budowę okrętu rozpoczęto 29 grudnia 1936 jako krążownik ciężki typu Hipper, w stoczni Deschimag w Bremie. Kadłub zwodowano 19 stycznia 1939, prace jednak później nad nim wstrzymano. W 1942 roku, wraz ze wznowieniem prac nad lotniskowcem „Graf Zeppelin”, postanowiono kadłub „Seydlitza” przebudować na lotniskowiec. Przebudowę jednostki zlecono stoczni w Królewcu. Prawdopodobnie przewidywano zmianę opancerzenia kadłuba. Na okręcie stacjonować miało 18 samolotów typów Bf 109T i Ju 87C. Do chwili zakończenia wojny okręt nie został ukończony i nie wszedł do służby. 10 kwietnia 1945 został samozatopiony u wejścia do portu w Królewcu, by utrudnić Sowietom jego zajęcie.
W 1946 został wydobyty i przeholowany do Leningradu, 10 marca 1947 wszedł w skład MW ZSRR. 9 kwietnia 1947 po stwierdzeniu nieopłacalności przebudowy skreślony ze stanu floty i pocięty na złom.